# Vastarini Cresi
I Vastarini Cresi sono un'importante famiglia patrizia dell'Aquila, originatasi dall'unione matrimoniale della famiglia Cresi con quella dei Vastarini.

## Storia
La famiglia ha origine con il cognome Cresi o Cresj, riportata anche come Cresio in alcuni documenti.
Il primo personaggio di rilievo, di cui tuttavia si hanno poche notizie, è Alessandro Cresi che alla metà del XVI secolo vende alcuni territori nei pressi del monte Velino per acquistare numerose proprietà alle porte dell'Aquila ed acquisire importanza in città, diventandone poi camerlengo tra il 1606 ed il 1607. Il discendente, Giambattista Cresi, è invece noto per aver fatto ampliare e decorare la cappella di famiglia nella scomparsa chiesa di San Francesco in piazza Palazzo. All'inizio del XVIII secolo, un altro Alessandro Cresi, anch'esso appena nominato camerlengo cittadino, morì nel crollo del palazzo di famiglia durante il terremoto del 1703.
Il 5 dicembre 1661 la famiglia Cresi fu ascritta alla nobiltà romana. Al casato appartenne anche Antonio Cresi, vescovo di Ortona e Campli tra 1792 e 1804.
Nel XIX secolo i Cresi si uniscono con i Vastarini in seguito al matrimonio tra Domenico Vastarini e Fortunata Cresi; la famiglia Vastarini vanta anch'essa diversi personaggi di spicco nella storia dell'Aquila, tra cui il predicatore Francesco Vastarini (1566-1641).
Sul finire del secolo la famiglia viene decorata con il titolo di marchesi di Sant'Antonio e patrizi di Aquila. I principali discendenti sono l'avvocato e politico Alfonso Vastarini Cresi — deputato del Regno d'Italia per sei legislature tra il 1874 ed il 1902 — e l'architetto Alessandro Vastarini Cresi.

## Blasonatura
La blasonatura della famiglia Vastarini Cresi è la seguente: Partito: nel 1° di rosso al guerriero di profilo armato di mazza fermo sulla pianura erbosa, il tutto al naturale; nel 2° d’oro a due monti erbosi, uno più basso a destra col melograno nodrito sulla cima, l’altro più alto a sinistra sostenente un’aquila di nero, col volo abbassato, tenente un ramoscello con l’artiglio destro, tutto al naturale.
L'arma della sola famiglia Cresi è quella proposta nel secondo settore, ossia la seguente: D’oro a due monti di verde, sormontato l’uno ad una pianta di melogranato al naturale e l’altro da un’aquila di nero beccante un ramo dalla vicina pianta. La prima edizione dell'annuario della nobiltà italiana curato da Giovan Battista di Crollalanza riporta, per la blasonatura di famiglia, di fatto la sola arma dei Vastarini ossia la seguente: Di rosso colla punta di verde, e con un guerriero armato di tutto punto al lato sinistro dello scudo.

## Residenze
La famiglia possiede, all'Aquila, il Palazzo Cresi, oggi noto con il nome di Palazzo Vastarini Cresi. L'edificio è situato nel quarto di San Pietro, frontalmente alla chiesa capoquarto di San Pietro a Coppito.

## Albero genealogico
|                             |                                        |                                        |                                      |                                      |            |                                |                                |                                        |                                 |                                       |                               |                                  |                                  |            |            |                                            |                                            |                                    |                                    |
|                             |                                        |                                        |                                      |                                      |            |                                |                                | Antonio Vastarini                      |                                 |                                       |                               |                                  |                                  |            |            |                                            |                                            |                                    |                                    |
|                             |                                        |                                        |                                      |                                      |            |                                |                                |                                        |                                 |                                       |                               |                                  |                                  |            |            |                                            |                                            |                                    |                                    |
|                             |                                        |                                        |                                      |                                      |            |                                |                                |                                        |                                 |                                       |                               |                                  |                                  |            |            |                                            |                                            |                                    |                                    |
|                             |                                        |                                        |                                      |                                      |            |                                |                                | Domenico Vastarini sp. Fortunata Cresi |                                 |                                       |                               |                                  |                                  |            |            |                                            |                                            |                                    |                                    |
|                             |                                        |                                        |                                      |                                      |            |                                |                                |                                        |                                 |                                       |                               |                                  |                                  |            |            |                                            |                                            |                                    |                                    |
|                             |                                        |                                        |                                      |                                      |            |                                |                                |                                        |                                 |                                       |                               |                                  |                                  |            |            |                                            |                                            |                                    |                                    |
| Antonio sp. Elisa Stoinskij | Antonio sp. Elisa Stoinskij            | Alessandro                             | Alessandro                           | Maria Anna                           | Maria Anna | Raffaele sp. Giulia de Blasiis | Raffaele sp. Giulia de Blasiis |                                        |                                 |                                       |                               |                                  |                                  |            |            | Alfonso sp. Maria Pessina                  | Alfonso sp. Maria Pessina                  |                                    |                                    |
|                             |                                        |                                        |                                      |                                      |            |                                |                                |                                        |                                 |                                       |                               |                                  |                                  |            |            |                                            |                                            |                                    |                                    |
|                             |                                        |                                        |                                      |                                      |            |                                |                                |                                        |                                 |                                       |                               |                                  |                                  |            |            |                                            |                                            |                                    |                                    |
|                             | Alessandro sp. Olivia Di Marzio Serena | Alessandro sp. Olivia Di Marzio Serena | Giovan Battista sp. Matilde Avallone | Giovan Battista sp. Matilde Avallone |            |                                |                                | Domenico sp. Bice Romani               | Domenico sp. Bice Romani        | Maria Anna sp. Raffaele Migna         | Maria Anna sp. Raffaele Migna | Fortunata sp. Stefano Pellegrini | Fortunata sp. Stefano Pellegrini | Alessandro | Alessandro | Cordelia Raffaella sp. Umberto Marinangeli | Cordelia Raffaella sp. Umberto Marinangeli | Giulia sp. Filippo Criscuolo Doria | Giulia sp. Filippo Criscuolo Doria |
|                             |                                        |                                        |                                      |                                      |            |                                |                                |                                        |                                 |                                       |                               |                                  |                                  |            |            |                                            |                                            |                                    |                                    |
|                             |                                        |                                        |                                      |                                      |            |                                |                                |                                        |                                 |                                       |                               |                                  |                                  |            |            |                                            |                                            |                                    |                                    |
|                             | Lidia                                  | Lidia                                  | Dora                                 | Dora                                 | Marco      | Marco                          | Alfonso                        | Alfonso                                | Raffaele sp. Maria De Dominicis | Raffaele sp. Maria De Dominicis       |                               |                                  |                                  |            |            |                                            |                                            |                                    |                                    |
|                             |                                        |                                        |                                      |                                      |            |                                |                                |                                        |                                 |                                       |                               |                                  |                                  |            |            |                                            |                                            |                                    |                                    |
|                             |                                        |                                        |                                      |                                      |            |                                |                                |                                        |                                 |                                       |                               |                                  |                                  |            |            |                                            |                                            |                                    |                                    |
|                             |                                        |                                        |                                      |                                      |            |                                |                                | Carlo                                  | Carlo                           | Giovanni sp. Filomena Fucci           | Giovanni sp. Filomena Fucci   |                                  |                                  |            |            |                                            |                                            |                                    |                                    |
|                             |                                        |                                        |                                      |                                      |            |                                |                                |                                        |                                 |                                       |                               |                                  |                                  |            |            |                                            |                                            |                                    |                                    |
|                             |                                        |                                        |                                      |                                      |            |                                |                                |                                        |                                 |                                       |                               |                                  |                                  |            |            |                                            |                                            |                                    |                                    |
|                             |                                        |                                        |                                      |                                      |            |                                |                                |                                        |                                 | Alessandro sp. Maria Cristina Petrone |                               |                                  |                                  |            |            |                                            |                                            |                                    |                                    |
|                             |                                        |                                        |                                      |                                      |            |                                |                                |                                        |                                 |                                       |                               |                                  |                                  |            |            |                                            |                                            |                                    |                                    |
|                             |                                        |                                        |                                      |                                      |            |                                |                                |                                        |                                 |                                       |                               |                                  |                                  |            |            |                                            |                                            |                                    |                                    |
|                             |                                        |                                        |                                      |                                      |            |                                |                                |                                        | Leonardo                        | Leonardo                              | Davide                        | Davide                           |                                  |            |            |                                            |                                            |                                    |                                    |